# Mitzi Jonelle Tan
Pour les articles homonymes, voir Tan.
Mitzi Jonelle Tan, née le 27 octobre 1997, est une militante écologiste philippine qui œuvre en particulier pour la justice climatique.
En 2022, elle participe à la COP27 .

## Jeunesse et formation
Confrontée dès sa jeunesse aux nombreux typhons qui frappent les Philippines (en), elle prend conscience que la multiplication de ces phénomènes est liée au réchauffement climatique. Les Philippines sont en effet le pays du monde le plus touché par des évènements climatiques extrêmes durant les vingt premières années du troisième millénaire. Par ailleurs, l'archipel est également le deuxième pays le plus dangereux pour les militants de l'environnement, 43 d'entre eux ayant été tués en 2019.

## Engagement militant
Mitzi Jonelle Tan s'engage notamment en éduquant les écoliers ainsi que les étudiants aux pratiques écologiques et à la compréhension des mécanismes globaux, en aidant les agriculteurs à obtenir du matériel d'irrigation et en soutenant juridiquement les communautés de pêcheurs dont l'activité est menacée par des projets immobiliers, notamment de casinos,.
Elle crée et mène l'organisation Youth Advocates for Climate Action Philippines ou YACAP. Au sein de cette association, elle milite pour l'anti-impérialisme, l'anti-colonisation et dénonce l'intersectionnalité de la crise climatique. Elle plaide pour un changement de système et pour la construction d'un monde qui donne la priorité aux personnes et à la planète, et non au profit, par le biais de l'action collective. YACAP organise en 2019 diverses manifestations pour le climat, notamment une chaîne humaine.
Lors de la pandémie de Covid-19, elle déclare que l'apparition de la maladie chez l'humain est une zoonose due à l'intrusion excessive des humains sur les habitats naturels des animaux. D'autre part, elle déplore que décideurs n'écoutent pas les experts et aient des réponses privilégiant les riches et plaide en réponse pour une refonte systémique du système.

## Vidéographie
- En 2022, Mitzi Jonelle Tan apparaît dans le documentaire Sœurs de combat (aux côtés de Anuna De Wever, Adélaïde Charlier, Luisa Neubauer, Léna Lazare, Leah Namugerwa), un film sur l’engagement des jeunes en faveur du climat réalisé par Henri De Gerlache.